# Jibert
Jibert (Hongaars: Zsiberk, Duits: Seilburg) is een Roemeense gemeente in het district Brașov.
Jibert telt 2455 inwoners.  De gemeente bestaat uit vijf dorpen: Dacia (tot 1931 Ștena), Grânari, Jibert, Lovnic en Văleni. 
Het dorp Grânari (Nagymoha) is een Hongaarse enclave. In dit dorp zijn 270 van de 390 inwoners behorend tot de Hongaarse minderheid in Roemenië.

## Geschiedenis

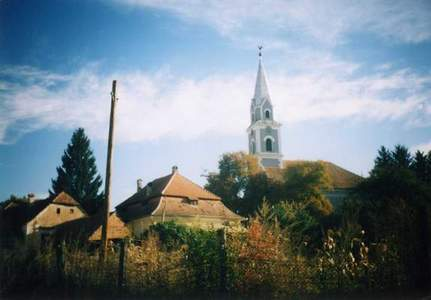
Jibert

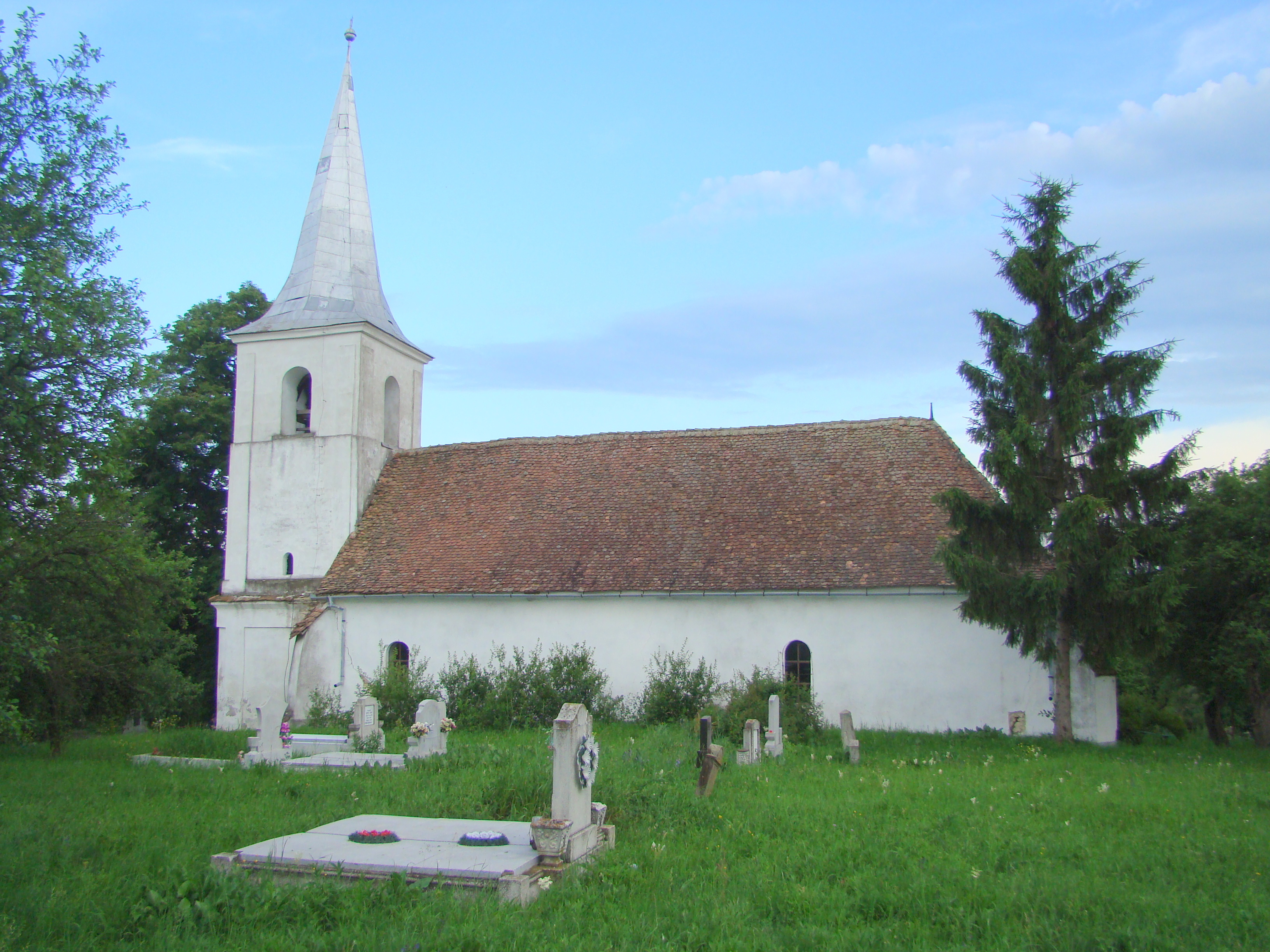
Hongaars gereformeerde kerk van Grânari (Nagymoha)

De gemeente Jibert is van oudsher onderdeel van het gebied van de Saksen van Transsylvanië. De meeste dorpen zijn gesticht door de Saksen en kenden tot in de vorige eeuw grote groepen Saksisch-Duitse bewoners. Vanaf de omwenteling van het communisme naar het democratische systeem zijn de meesten van hen vertrokken naar Duitsland vanwege de betere economische omstandigheden en het feit dat de Duitse regering de Roemeense Saksen direct het staatsburgerschap aanbood.
In het gebied zijn naast Grânari (Hongaars:Nagymoha) nog enkele dorpen in het Saksische gebied die van oudsher een Hongaarse meerderheid kennen, zoals Cobor (Kóbor) in de gemeente Ticușu, Hălmeag (Halmágy) in de gemeente Șercaia en Copșa Mică (Kiskapus). In Nagymoha woonden van oudsher Szeklers, daarna kwamen er van omliggende dorpen eerst ook vooral Saksen wonen, toen die massaal vertrokken werden hun woningen ingenomen door Roma zigeuners en Roemenene.  